# Pete Saberton
Pete Saberton (* 9. Juli 1950 in Sheffield, England; † 21. März 2012) war ein britischer Jazzpianist, Keyboarder, Komponist und Musikpädagoge.

## Leben und Wirken
Saberton wuchs in Sheffield auf und studierte klassisches Klavierspiel am Royal Northern College of Music. Er war seit den 1970er Jahren in der britischen Jazzszene aktiv, wo er zunächst mit seinem Freund Pete Hurt arbeitete; er erzielte seinen Durchbruch auf dem Album The Year of the Buffalo (1984) von Saxophonist John Williams, für das er die Musik schrieb, die später durch das London Jazz Orchestra wieder aufgeführt wurde. Weiterhin arbeitete er u. a. mit der BBC Radio Big Band, Henry Lowther, Stan Sulzmann, John Taylor, Kenny Wheeler, Eddie Parker, Peter Fairclough, Mike Westbrook und Graham Collier. Auch begleitete er Mark Murphy, Mel Tormé sowie den Vocal Summitt mit Norma Winstone und Urszula Dudziak und leitete eigene Bands. Postum wurde mit dem London Jazz Orchestra und der Guildhall Jazz Band das Pete Saberton Album veröffentlicht (Babel Records 2015). 
Saberton unterrichtete an der Royal Academy of Music, am Trinity College of Music und an der Guildhall School of Music and Drama.

## Diskographische Hinweise
- Eddie Parker Group – Everything You Do to Me (FMR Records, 1996)
- Mike Westbrook  – The Orchestra of Smith's Academy (Enja, 1998)
- The Stan Sulzmann Big Band – Birthdays, Birthdays (Village Life, 1999)
- Graham Collier – Charles River Fragments (Jazzprint, 2003)
- Juce Rich Core (Juce, 2004, mit Fred T. Baker, Tony Levin)
- Mike Westbrook – Fields and Forms (Musica Jazz, 2008; nur auf einem Stück)